# حاجی‌کلا (گتاب)
حاجیکلا (بابل)، روستایی از توابع بخش گتاب شهرستان بابل در استان مازندران ایران است.

## جمعیت
این روستا در دهستان گتاب شمالی قرار دارد و براساس سرشماری مرکز آمار ایران در سال ۱۳۸۵، جمعیت آن ۱٬۱۲۸ نفر (۲۹۱خانوار) بوده‌است.